# Automerina auletes
Automerina auletes är en fjärilsart som beskrevs av Herrich-Schäffer 1853. Automerina auletes ingår i släktet Automerina och familjen påfågelsspinnare. Inga underarter finns listade i Catalogue of Life.